# Tritón de Sierra
El tritón de Sierra, con nombre científico Taricha sierrae, es un tritón que se encuentra al oeste de Sierra Nevada, desde el condado de Shasta hasta el condado de Tulare, en California, en el oeste de América del Norte.
Su longitud adulta puede variar de 5 a 8 plg (12,7 a 20,3 cm). Además, su piel produce una potente toxina .

## Subespecie
El tritón de Sierra se consideraba anteriormente como una subespecie (Taricha torosa sierrae) del tritón de California (Taricha torosa). En 2007 se determinó que los dos representan "linajes evolutivos distintos".

## Rango y hábitat
Los tritones de sierra existen principalmente en Sierra Nevada, debido a que prefieren climas menos húmedos que los tritones de piel áspera. Fuera de la temporada de reproducción, los tritones viven en la tierra y prefieren las grietas de las rocas y los troncos.

## Descripción
La reproducción ocurre generalmente entre diciembre y a principios de mayo. Por lo general, los tritones adultos regresarán a la piscina en la que nacieron. Después de un baile de apareamiento, el macho monta a la hembra y le frota la barbilla en la nariz. Luego, coloca un espermatóforo en el sustrato, que ella recuperará en su cloaca.
La masa de huevos liberada por la hembra contiene entre siete y 30 huevos, la cual tiene aproximadamente la consistencia de un postre de gelatina espesa. Por lo general, las masas de huevos se adhieren a las raíces de las plantas de los arroyos o a las grietas rocosas en pequeños charcos de agua de movimiento lento, pero también se sabe que se adhieren a rocas submarinas o restos de hojas. A pesar de ser un poco profundas en un sentido amplio, estas piscinas son bastante profundas en relación con la profundidad promedio de un arroyo del sur de California, con una profundidad que varía de aproximadamente 1 a 1-2 metros (3,3-6,6 pies) .
Los tritones adultos permanecerán en las piscinas durante toda la temporada de reproducción y ocasionalmente se pueden encontrar hasta bien entrado el verano. Las larvas eclosionan en algún momento a principios o mediados del verano, según la temperatura del agua local. Las larvas son difíciles de encontrar en los arroyos, ya que se mimetizan bien con el fondo arenoso, en el cual suelen permanecer cerca.

### Toxicidad y depredación
Al igual que otros miembros del género Taricha, las glándulas de la piel de Taricha sierrae secretan la potente neurotoxina tetrodotoxina, que es cientos de veces más tóxica que el cianuro. Esta es la misma toxina que se encuentra en el pez globo y en las ranas arlequín. Los investigadores creen que las bacterias sintetizan tetrodotoxina, y los animales que emplean la neurotoxina la adquieren a través del consumo de estas bacterias. Esta neurotoxina es lo suficientemente fuerte como para matar a la mayoría de los vertebrados, incluidos los humanos. Sin embargo, es peligroso sólo si se ingiere.
Debido a su toxicidad, los tritones de Sierra tienen pocos depredadores naturales. Las serpientes de liga son las más comunes y algunas especies han desarrollado una resistencia genética a la tetrodotoxina. Las mutaciones en los genes de la serpiente que le confirieron resistencia a la toxina han resultado en una presión selectiva que favorece a los tritones que producen niveles más potentes de toxina. Los aumentos en la toxicidad de los tritones aplican una presión selectiva que favorece a las serpientes con mutaciones que les confieren una resistencia aún mayor. Esta carrera armamentista evolutiva ha dado como resultado que los tritones produzcan niveles de toxina muy por encima de lo que se necesita para matar a cualquier otro depredador concebible.

### Dieta
Las lombrices de tierra caracoles, babosas, cochinillas, larvas de mosquitos, grillos, otros invertebrados y huevos de trucha se encuentran entre las presas del tritón de Sierra. En un hábitat de acuario, las lombrices de tierra proporcionan al tritón todos los nutrientes necesarios. Otras presas naturales beneficiarían al tritón cautivo. Los gránulos tienden a ser inapropiados para los caudados terrestres, y la comida para peces debe evitarse por completo.

## Estado de conservación
El Taricha torosa más cercano, el tritón de California, es actualmente una especie de Preocupación Especial de California ( DFG -CSC). Algunas poblaciones se han reducido considerablemente en los arroyos costeros del sur de California debido a la introducción de especies invasoras no nativas y la habitación humana. El pez mosquito (Gambusia affinis) y el cangrejo rojo de los pantanos (Procambarus clarkii) han causado la mayor reducción en las poblaciones de tritones.